# Danielle de Niese
Danielle de Niese (11 de abril 1979) é uma soprano lírica.
Após o sucesso na Austrália, mudou-se para os Estados Unidos onde desenvolveu uma carreira operática. A partir de 2005, chamou a atenção do grande público com suas performances como Cleópatra, em Giulio Cesare de Haendel.

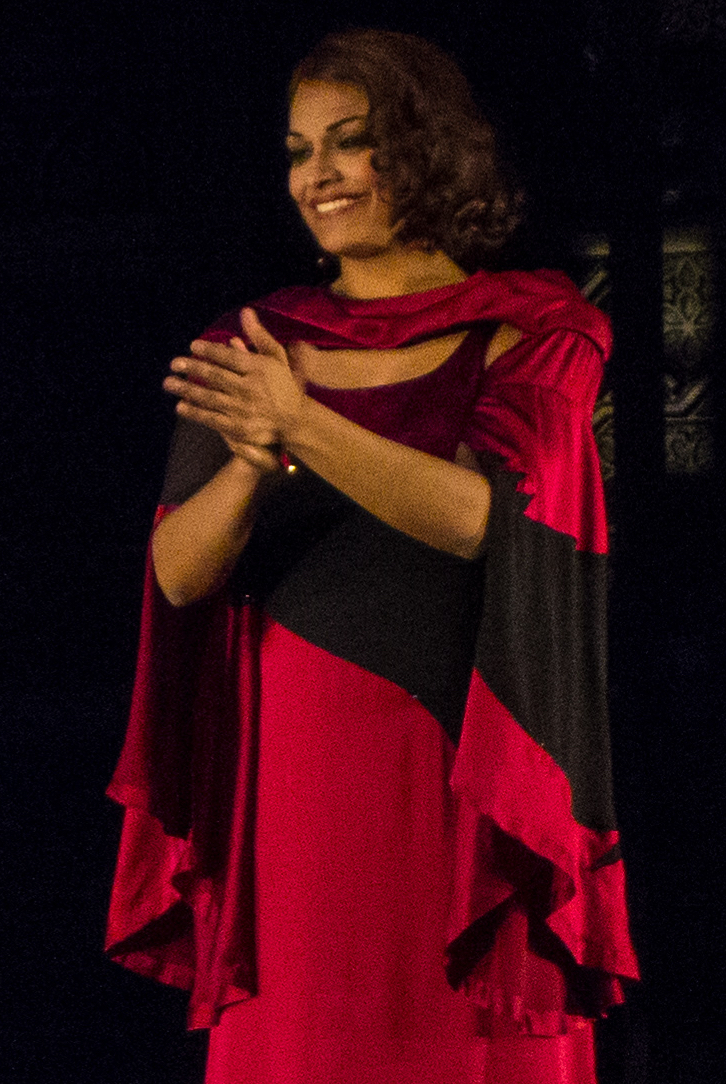
Danielle de Niese

Danielle de Niese nasceu em Melbourne, Austrália, após os seus pais terem emigrado de Sri Lanka. Em 1988, com 9 anos de idade, tornou-se o mais jovem vencedor do concurso da TV australiana, cantando um medley de Whitney Houston, obtendo o prêmio de US $ 5.000 e um piano de cauda Yamaha.
Em 1990, a sua família mudou-se para Los Angeles, onde mantinha presença regular num programa de Tv para Crianças tendo conquistado um Prémio Award com 16 anos.

## Carreira Operática
De Niese fêz a sua estréia profissional de ópera com 15 anos de idade, na Ópera de Los Angeles. Tornou-se a mais jovem cantora a participar nos Jovens Artistas da Metropolitan Opera, onde estreou em 1998 com 19 anos como Barbarina numa nova produção de Le Nozze di Figaro, com Direção de Jonathan Miller e dirigida por James Levine. Foi posteriormente convidada a desempenhar o papel títular da produção doMet de Maurice Ravel, L'enfant et les sortiléges.
Outros papéis no Met incluem Cleopatra em Giulio Cesare (2007), Eurídice em Orfeo ed Euridice (2009), e Susana na mesma produção de Le Nozze di Figaro, no qual ela cantou Barbarina em 1998.

## Álbuns
- Handel Arias (2008)
- The Mozart Album (2009)
- Diva (2010) - Reino Unido 12 de julho 2010 [5] Estados Unidos em 3 de agosto 2010 [6]
- Beauty of the Baroque (2011), com Andreas Scholl, The English Concert dirigido por Harry Bicket

## Vida Pessoal
De Niese (chamada carinhosamente Danni) casou com Gus Christie